# La Unión Sur
La Unión Sur es uno de los 44 municipios de El Salvador ubicado en la región sur del Departamento de La Unión, en El Salvador. Con una extensión de 918,74 km² y una población de 116,835 habitantes. El municipio se organiza en ocho distritos: Conchagua, El Carmen, Intipucá, La Unión, Meanguera del Golfo, San Alejo, Yucuaiquín y Yayantique.

## Historia
El municipio de La Unión Sur abarca una región de gran importancia histórica para El Salvador, con una trayectoria que se remonta a la época prehispánica, cuando estaba habitada por comunidades lencas y posteriormente por pueblos nahuas-pipiles. La zona tuvo un papel crucial en el comercio y la comunicación debido a su acceso al Golfo de Fonseca y a sus rutas hacia el interior del país.
El distrito más relevante de la región es La Unión, que desde la época colonial se consolidó como un puerto estratégico. Durante el siglo XIX, el desarrollo del Puerto de La Unión lo convirtió en un punto clave para la exportación de café, bálsamo y otros productos agrícolas hacia mercados internacionales. Su importancia económica atrajo migración y promovió el desarrollo de infraestructura en la zona.
Otro distrito con una historia destacada es Conchagua, una de las poblaciones más antiguas de la región oriental. Fundada en la época colonial, su desarrollo estuvo vinculado a la producción agrícola y a su cercanía con el litoral. Además, en su territorio se encuentra el Volcán de Conchagua, un sitio de importancia cultural e histórica, vinculado a antiguas tradiciones indígenas y actualmente considerado un atractivo turístico.
San Alejo fue un importante centro religioso y administrativo en el período colonial, siendo sede de una de las parroquias más antiguas de la región. Su ubicación lo convirtió en un punto de conexión entre los asentamientos costeros y el interior del país. A lo largo de los siglos XIX y XX, mantuvo su relevancia como un centro agrícola y comercial.
El distrito de Intipucá es conocido por su fuerte vínculo con la migración hacia Estados Unidos, fenómeno que se intensificó en el siglo XX. La comunidad ha recibido importantes remesas, lo que ha impulsado el desarrollo urbano y la construcción de infraestructura en la zona.
Por otro lado, Meanguera del Golfo posee una historia particular debido a su ubicación insular en el Golfo de Fonseca. Desde la época colonial fue utilizada como punto estratégico para la navegación y el comercio marítimo. Además, la isla ha sido objeto de disputas territoriales con países vecinos debido a su posición geográfica clave.
Los distritos de Yucuaiquín, Yayantique y El Carmen comparten una historia basada en el crecimiento de comunidades rurales dedicadas a la agricultura y la ganadería desde la época colonial. Estas localidades se consolidaron como pequeños centros de producción de granos básicos y ganadería, manteniendo un crecimiento estable a lo largo del tiempo.
La creación del municipio de La Unión Sur en la reforma municipal de 2023 unificó estas localidades bajo una nueva administración, permitiendo una planificación territorial más eficiente y un desarrollo conjunto que busca fortalecer la infraestructura, el comercio y el turismo en la región.